# 日韓からアジアの新機軸を考える会
日韓からアジアの新機軸を考える会（にっかんからアジアのしんきじくをかんがえるかい）は、2004年10月に結成された民主党の議員連盟。会長は末松義規。幹事長は白眞勲。参加議員は70人ほど。

## 概要
中国やアメリカの軍事力や政治的な影響力に対して、韓国と日本が一致して対抗するという新機軸を実現するために結成された。
また、白眞勲による設立趣意書によれば「日本人はアジア人として何を行っていくかを模索し、大いなる情報発信と貢献をしていくこと」や「民族と国益にとらわれず地球人としてアジアから平和の祈りを広げていきたい。その契機として、日本と韓国が連帯すること」を理念に掲げている。